# Maschenmuseum

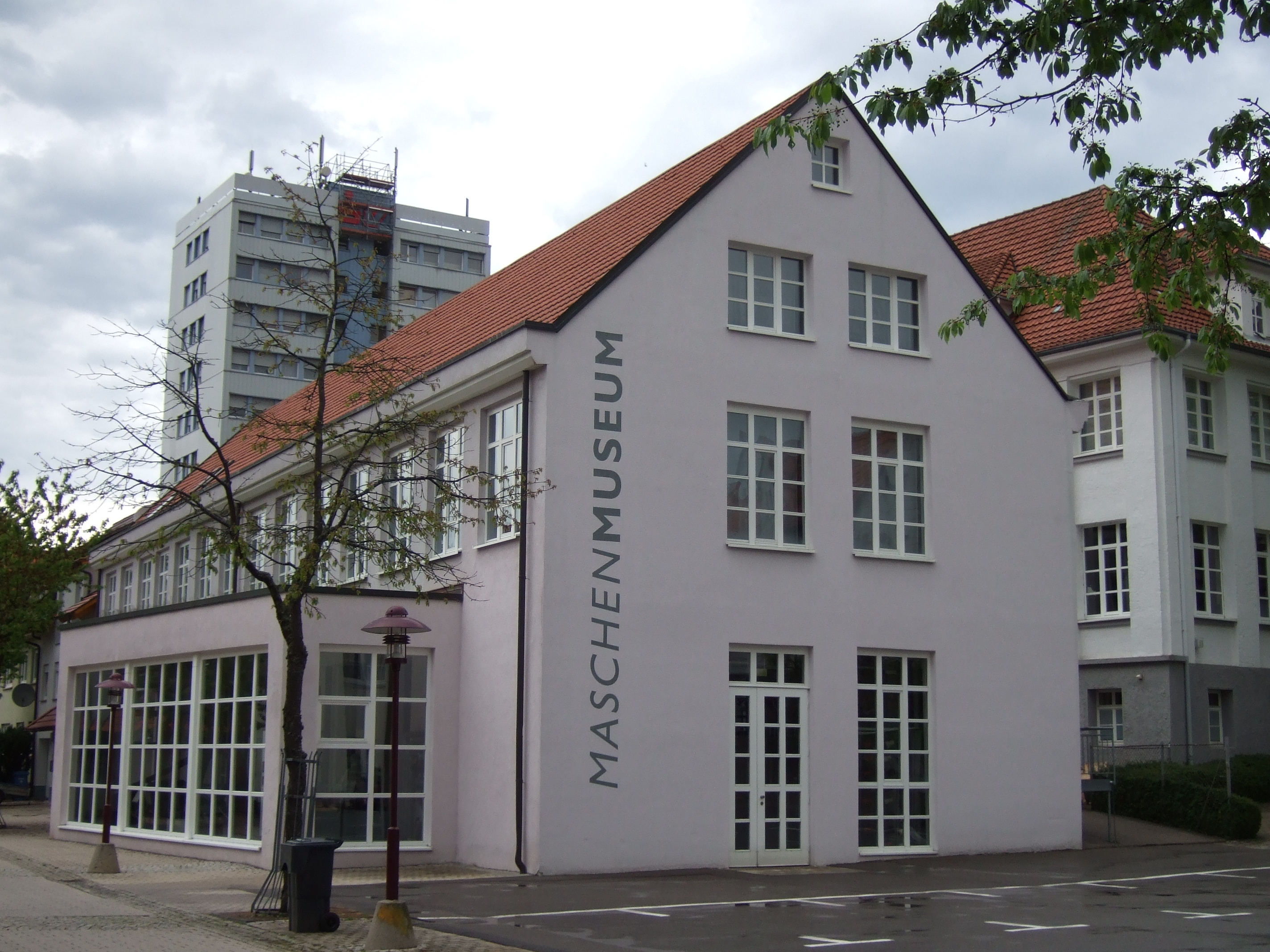
Maschenmuseum Tailfingen

Das Maschenmuseum wurde 1996 im Traditionsstandort der Textilindustrie Tailfingen, einem Stadtteil von Albstadt, gegründet. Dort wird in der Dauerausstellung die Geschichte der Maschenindustrie in der Region Zollernalb von 1750 bis heute dokumentiert. Regelmäßig finden Sonderausstellungen zu kultur-, sozial- und modegeschichtlichen Themen sowie Ausstellungen zeitgenössischer Künstler mit Bezug zur Textilindustrie statt.

## Sonderausstellungen (Auswahl)
- Alraunes Kuriositätenkabinett – mit veganer Wurstzugabe (2021/22)
- Technische Textilien (2011)
- Schöpfungsgeschichte – Eine gehäkelte Ausstellung von Katharina Krenkel (2009/2010)
- Tailfinger Totentanz (Helmut Anton Zirkelbach, 2009)
- „…und immer wieder lockt das Mieder!“ (2008)
- fadenscheinig. Künstlerinnen und Künstler des VBKW entdecken das Maschenmuseum (2008)
- Texte – Texturen – Textilien (2007/2008)
- Knopf – Knöpfe. Zur Kulturgeschichte eines scheinbar unscheinbaren Accessoires